# 南雲和夫
南雲 和夫（なぐも かずお、1965年 - ）は、日本の大学講師。

## 経歴
1965年、新潟県に生まれる。1988年に東京経済大学経済学部を卒業したのち、1996年東京経済大学大学院経済学研究科博士後期課程退学。法政大学兼任講師および中央学院大学非常勤講師を務める。

## 著書
- 『占領下の沖縄ー米軍基地と労働運動』（かもがわ出版）
- 『アメリカ占領下沖縄の労働史ー支配と抵抗のはざまで』（みずのわ出版）
- 『どうみる韓国・北朝鮮問題』（本の泉社)
- 『金正恩の北朝鮮』（遊糸社、共著)

## 翻訳書
- マイケル・クレア『冷戦後の米軍事戦略ー新たな敵を求めて』（共訳）（かや書房）
- 『GHQ日本占領史 社会保障』（共訳）（日本図書センター)
- フィリス・ベニス『国連を支配するアメリカー超大国がつくる世界秩序』（共訳）（文理閣）
- ジョン・フェハー『アメリカの悪夢』（共訳）（耕文社)